# Стэнли, Аллан
Аллан Герберт Стэнли (англ. Allan Herbert Stanley; 1 марта 1926, Тимминс, Онтарио — 18 октября 2013) — канадский хоккеист, защитник, выступавший в НХЛ в 1948—1969 годах. Четырёхкратный обладатель Кубка Стэнли (1962—1964, 1967) в составе «Торонто Мейпл Лифс», член Зала хоккейной славы с 1981 года.

## Спортивная карьера
Аллан Стэнли учился играть в хоккей в северном Онтарио, где не было постоянных хоккейных команд, хотя интерес к этой игре был велик и многие игроки-любители подавали надежды (выходцами из этих же краёв были будущие игроки НХЛ Реаль Шеврфиль и Беп Гидолен). Первой регулярно выступающей командой Аллана Стэнли была любительская сборная «Холман Плаггерс», составленная богатым горнопромышленником из местных хоккейных талантов в 1942 году. В конце сезона 1942-43 годов «Плаггерс» выиграли молодёжный чемпионат Онтарио, победив в Торонто фаворитов турнира. После этой победы 16-летний Аллан оказался в числе игроков, приглашённых в тренировочные лагеря команд НХЛ, и получил предложение от ассоциированной с «Торонто Мейпл Лифс» молодёжной команды «Ошава Дженералс», но в итоге принял приглашение от любительского клуба «Бостон Олимпикс», выступавшего в Квебекской хоккейной лиге. В «Олимпикс» Стэнли начал демонстрировать задатки высококлассного защитника и через три года в рамках обмена игроками был передан бостонской командой в клуб «Провиденс Редс», игравший в профессиональной Американской хоккейной лиге.
Два года хорошей игры Стэнли в «Провиденс Редс» привлекли внимание генерального менеджера «Нью-Йорк Рейнджерс» Франка Буше, и в 1948 году 22-летний защитник был приобретён этим клубом НХЛ. В рамках сделки «Редс» получили за Стэнли 70 тысяч долларов и двух игроков — Эда Каллмана и Элвина Морриса. В первый сезон Стэнли с «Рейнджерс», как указывает официальная история клуба, его отличали «спокойствие и уверенность, редкие среди новичков»; он был номинирован на Колдер Трофи и занял в голосовании второе место, проиграв своему одноклубнику Пентти Лунду. В своём следующем сезоне в НХЛ Стэнли вышел с «Рейнджерс» в плей-офф Кубка Стэнли, победив в первом круге «Монреаль Канадиенс» и проиграв в финальной серии «Детройту» лишь в седьмой решающей игре. За 12 матчей плей-офф Стэнли забросил две шайбы, сделал пять результативных передач и был назван тренером Линном Патриком самым полезным игроком команды в седьмой игре финальной серии. Тем не менее болельщики «Рейнджерс» прониклись к нему резкой антипатией: его спокойная манера игры казалась им скучной и тусклой. Сам хоккеист однажды упомянул, что старается не начинать атаку команды из-за своих ворот, так как именно это вызывает наиболее резкую реакцию болельщиков. Нелюбовь фанатов была столь сильна, что Линн Патрик даже подумывал о том, чтобы выпускать Стэнли на лёд только в гостевых матчах. В итоге в 1954 году его отправили в команду «Ванкувер Кэнакс», выступавшую в это время в Западной хоккейной лиге. Весь сезон с «Кэнакс» Стэнли продолжал получать от «Рейнджерс» полную зарплату игрока НХЛ. В Ванкувере он провёл самый результативный сезон в своей профессиональной и полупрофессиональной карьере, забросив шесть шайб и сделав 30 результативных передач.
В начале сезона 1954-55 годов Стэнли вернулся в Нью-Йорк, но уже после 12 матчей был обменян в «Чикаго Блэкхокс» вместе с ещё двумя игроками. Отыграв за этот клуб почти два сезона, он был куплен «Бостон Брюинз», чьим генеральным менеджером был его нью-йоркский тренер Линн Патрик. В сезоне 1956-57 годов Стэнли был лучшим защитником «Бостона», но за шесть игр до конца регулярного сезона получил травму колена и пропустил остаток года, закончившегося для команды поражением в финале Кубка Стэнли от «Канадиенс» (по словам тренера Митча Шмидта, именно отсутствие Аллана в финальной серии не позволило команде победить монреальцев). На следующий год Стэнли вернулся в состав и стал в нём самым ценным игроком, выведя команду во второй подряд финал Кубка Стэнли. Тем не менее по окончании сезона руководство «Брюинз» решило, что карьера 32-летнего защитника подходит к концу и что ноги у него уже не те, и обменяло его на Джима Моррисона — игрока «Торонто Мейпл Лифс».
В «Мейпл Лифс» Стэнли играл в паре с другим ветераном защиты — Тимом Хортоном, а позже сформировал с Карлом Брюэром, Бобби Бауном и Марселем Проново линию защиты, которую сайт Зала хоккейной славы называет, возможно, лучшей в истории. Он также эффективно подключался к атаке, выдавая результативные передачи, и был регулярным игроком на площадке, когда команда пыталась реализовать численное преимущество. В 1960 году, когда уже начали ходить слухи о его скором выходе на пенсию, Стэнли был включён во вторую сборную всех звёзд НХЛ; на следующий год ситуация повторилась: вновь ходили слухи об уходе Стэнли, и вновь он попал во вторую сборную всех звёзд. «Мейпл Лифс», до прихода Стэнли бывшие в числе слабейших команд лиги, начали регулярно появляться в Кубке Стэнли и, наконец, в сезоне 1961-62 годов завоевали этот трофей — первый в карьере Аллана. В финальной серии против действующих обладателей кубка он достойно противостоял лучшему игроку НХЛ Бобби Халлу, забросившему за шесть игр всего четыре гола (его общий результат за сезон составил 50 голов и 84 очка). На следующий год торонтская команда снова прошла в финал и снова завоевала Кубок Стэнли, пропустив в пяти играх финальной серии с ведомыми Горди Хоу «Ред Уингз» всего десять шайб. Стэнли и Хортон были основной парой защитников «Торонто» в этой серии.
В следующие несколько лет Аллан продолжал играть в «Мейпл Лифс», надёжно, но без блеска, пока в сезоне 1965-66 годов в третий раз не попал во вторую сборную всех звёзд лиги. В конце этого сезона он снова получил травму колена, но вернулся на лёд в следующем году, чтобы в 41 год завоевать свой четвёртый Кубок Стэнли. В составе «Мейпл Лифс», который в целом был совсем немолодым (средний возраст 31 год), Аллан Стэнли был вторым по старшинству игроком, но отыграл 66 матчей и завоевал уже четвёртый за карьеру Кубок Стэнли. В 1968 году, проведя десять лет в составе торонтского клуба, он перешёл на один сезон в новую команду НХЛ «Филадельфия Флайерз», где набрал за год 17 очков (4 шайбы и 13 передач) и завершил карьеру в возрасте 43 лет. Последний гол в составе «Филадельфии» был сотым в карьере Аллана в НХЛ.
В 1981 году имя Аллана Стэнли было включено в списки Зала хоккейной славы. В этот же год членом Зала хоккейной славы стал и его бывший одноклубник по Торонто Фрэнк Маховлич.

## Статистика выступлений
| 1943-4           | Бостон Олимпикс     | EAHL             | 40    | 10  | 32  | 42  | 10  |     |   |    |    |    |
| 1944-5           | Поркьюпайн Комбайнс | NOJHA            |       | 5   | 4   | 9   | 7   |     |   |    |    |    |
| 1945-6           | Бостон Олимпикс     | EAHL             | 30    | 8   | 15  | 23  | 35  |     |   |    |    |    |
| 1946-7           | Провиденс Редс      | АХЛ              | 54    | 8   | 13  | 21  | 32  |     |   |    |    |    |
| 1947-8           | Бостон Олимпикс     | QSHL             | 1     | 0   | 0   | 0   | 0   |     |   |    |    |    |
| 1947-8           | Провиденс Редс      | АХЛ              | 68    | 9   | 32  | 41  | 81  | 5   | 0 | 0  | 0  | 4  |
| 1948-9           | Провиденс Редс      | АХЛ              | 23    | 7   | 16  | 23  | 24  |     |   |    |    |    |
| 1948-9           | Нью-Йорк Рейнджерс  | НХЛ              | 40    | 2   | 8   | 10  | 22  |     |   |    |    |    |
| 1949-50          | Нью-Йорк Рейнджерс  | НХЛ              | 55    | 4   | 4   | 8   | 58  | 12  | 2 | 5  | 7  | 10 |
| 1950-1           | Нью-Йорк Рейнджерс  | НХЛ              | 70    | 7   | 14  | 21  | 75  |     |   |    |    |    |
| 1951-2           | Нью-Йорк Рейнджерс  | НХЛ              | 50    | 5   | 14  | 19  | 52  |     |   |    |    |    |
| 1952-3           | Нью-Йорк Рейнджерс  | НХЛ              | 70    | 5   | 12  | 17  | 52  |     |   |    |    |    |
| 1953-4           | Ванкувер Кэнакс     | WHL              | 47    | 6   | 30  | 36  | 43  | 13  | 2 | 5  | 7  | 10 |
| 1954-5           | Нью-Йорк Рейнджерс  | НХЛ              | 12    | 0   | 1   | 1   | 2   |     |   |    |    |    |
| 1954-5           | Чикаго Блэкхокс     | НХЛ              | 52    | 10  | 15  | 25  | 22  |     |   |    |    |    |
| 1955-6           | Чикаго Блэкхокс     | НХЛ              | 59    | 4   | 14  | 18  | 70  |     |   |    |    |    |
| 1956-7           | Бостон Брюинз       | НХЛ              | 60    | 6   | 25  | 31  | 45  |     |   |    |    |    |
| 1957-8           | Бостон Брюинз       | НХЛ              | 69    | 6   | 25  | 31  | 37  | 12  | 1 | 3  | 4  | 6  |
| 1958-9           | Торонто Мейпл Лифс  | НХЛ              | 70    | 1   | 22  | 23  | 47  | 12  | 0 | 3  | 3  | 2  |
| 1959-60          | Торонто Мейпл Лифс  | НХЛ              | 64    | 10  | 23  | 33  | 22  | 10  | 2 | 3  | 5  | 2  |
| 1960-1           | Торонто Мейпл Лифс  | НХЛ              | 68    | 9   | 25  | 34  | 42  | 5   | 0 | 3  | 3  | 0  |
| 1961-2           | Торонто Мейпл Лифс  | НХЛ              | 60    | 9   | 26  | 35  | 24  | 12  | 0 | 3  | 3  | 6  |
| 1962-3           | Торонто Мейпл Лифс  | НХЛ              | 61    | 4   | 15  | 19  | 22  | 10  | 1 | 6  | 7  | 8  |
| 1963-4           | Торонто Мейпл Лифс  | НХЛ              | 70    | 6   | 21  | 27  | 60  | 14  | 1 | 6  | 7  | 20 |
| 1964-5           | Торонто Мейпл Лифс  | НХЛ              | 64    | 2   | 15  | 17  | 30  | 6   | 0 | 1  | 1  | 12 |
| 1965-6           | Торонто Мейпл Лифс  | НХЛ              | 59    | 4   | 14  | 18  | 35  | 1   | 0 | 0  | 0  | 0  |
| 1966-7           | Торонто Мейпл Лифс  | НХЛ              | 53    | 1   | 12  | 13  | 20  | 12  | 0 | 2  | 2  | 10 |
| 1967-8           | Торонто Мейпл Лифс  | НХЛ              | 64    | 1   | 13  | 14  | 16  |     |   |    |    |    |
| 1968-9           | Филадельфия Флайерз | НХЛ              | 64    | 4   | 13  | 17  | 28  | 3   | 0 | 1  | 1  | 4  |
| За карьеру в НХЛ | За карьеру в НХЛ    | За карьеру в НХЛ | 1,244 | 100 | 333 | 433 | 792 | 109 | 7 | 36 | 43 | 80 |